# 中村貞以
中村 貞以（なかむら ていい、1900年7月23日 - 1982年3月12日）は、日本の日本画家。
浮世絵の伝統の上に近代的感覚を加味した画風を築いた。

## 略歴
本名は清貞。大阪市船場で鼻緒問屋を営む中村清助の第四子に生まれる。2歳のとき手に火傷したため、合掌描きを工夫した。両親は将来太夫にするつもりで、はじめ浄瑠璃を習わせたが、幼少期より習字や絵に才能を発揮。大阪経理学校中退。始め、浮世絵師の長谷川貞信に師事した後、
大正8年（1919年）、美人画の巨匠・北野恒富に師事し、大正12年（1923年）、現在の春の院展である試作展に入選。芸術院賞文部大臣賞を受賞。
昭和7年（1932年）、院展で「朝」が日本美術院賞第1号となる。昭和23年（1948年）には日展の審査員となった。昭和25年（1950年）に松岡政信が、昭和27年（1952年）に長谷川青澄が入門する。
その後も昭和41年（1966年）、「シャム猫と青衣の女」などで日本芸術院賞。画塾春泥会を主宰した。他の門人に浅田庭史、森本有泉、寺本郷史、小川雨虹らがいる。

## 主な作品
- 『梅妃』絹本着色 山口県立美術館所蔵 ※1924年
- 『花火』絹本着色 大阪中之島美術館所蔵 ※大正後期
- 『朝』絹本着色 京都国立近代美術館所蔵 ※1932年
- 『花』絹本着色 東京国立近代美術館所蔵  ※1942年
- 『酸漿（ほおずき）』紙本着色 横山大観記念館蔵 ※1942年
- 『浄春』絹本着色  東京国立近代美術館所蔵 ※1947年
- 『猫』 絹本着色 東京都現代美術館蔵  ※1948年
- 『髪』絹本着色 ひろしま美術館所蔵 ※1950年
- 『爽涼』絹本着色  東京国立近代美術館所蔵 ※1956年
- 『香を聞く』紙本着色  東京国立近代美術館所蔵 ※1968年